# Jakten
Pour plus de détails, voir Fiche technique et Distribution.
Jakten est un film suédois de 1965 réalisé par Yngve Gamlin présenté à la Berlinale 1966 où il a remporté l'ours d'argent.

## Fiche technique
- Titre : Jakten
- Réalisation : Yngve Gamlin
- Scénario : Per Olof Sundman d'après sa nouvelle Jägarna II
- Musique : Bengt Hallberg
- Photographie : Jan Lindeström
- Montage : Wic Kjellin
- Société de production : Europa Film
- Pays :  Suède
- Genre : Drame
- Durée : 94 minutes
- Dates de sortie : 
  -  Suède : 19 avril 1965

## Distribution
- Halvar Björk : Kalle Olofsson
- Leif Hedberg : Olle Stensson
- Lars Passgård : Desperado
- Curt Broberg : Commissaire
- Curt Ericson : Vieux chasseur
- Olle Nordgren : Jeune chasseur